# シャティヨン (オー＝ド＝セーヌ県)
シャティヨン （Châtillon）は、フランス、イル＝ド＝フランス地域圏、オー＝ド＝セーヌ県のコミューン。フランス原子力庁のフォントネー＝オー＝ローズ民生科学センターの施設がある。

## 地理

シャティヨンの位置

東はバニュー、西はクラマール、北西はマラコフ、北東はモンルージュ、南はフォントネー＝オー＝ローズと接する。

## 由来
シャティヨンの名は、時代とともにカステリオ（Castellio）、シャティヨン・レ・バニュー（Châtillon les Bagneux）、シャティヨン・スー・バニュー（Châtillon sous Bagneux）と変化した。

## 歴史
フィリップ2世時代に、ラテン語で小さな城を意味するカステリオの名が文献に現れた。城のあった場所はおそらく、旧市街の最も標高の高い場所、荘園のあった場所ではないかとされる。
1600年に売却されるまで、シャティヨン領主はサン＝ジェルマン＝デ＝プレ修道院であった。

## 交通
- 道路 - N306、ペリフェリック
- 鉄道 - パリメトロ13号線シャティヨン＝モンルージュ駅
- バス - RATPのバス路線11本。ノクティリアンの路線2本。

2012年よりトラムが運行開始する予定

## 姉妹都市
- メルゼブルク、ドイツ
- アイウェイユ、ベルギー
- ジェンツァーノ・ディ・ローマ、イタリア